# Masashi Nishiyama
Masashi Nishiyama (Shimonoseki, 9 de julho de 1985) é um judoca japonês que conquistou uma medalha de bronze nas Olimpíadas de 2012 na categoria até 90 kg.